# Teatro da Paz
Le Teatro da Paz dont le nom d'origine était Theatro Nossa Senhora da Paz, nom donné par l'évêque de l'époque, Dom Macedo Costa, pour commémorer la fin de la guerre du Paraguay, vit à nouveau son nom changer, par le même évêque considérant que Notre-Dame serait indigne de figurer sur une façade d'un théâtre où se tenaient des représentations mondaines et aucune représentation sacrée. Le « Th » initial, traditionnel, fut conservé par la préfecture malgré la réforme de l'orthographe qui supprima le h. Ce bâtiment se trouve à Belém, dans l'État du Pará et a pu être construit étant donné les sommes importantes encaissées pendant la fièvre du caoutchouc, grâce l'exportation du caoutchouc. Actuellement, c'est le plus grand théâtre de la Région Nord et un des deux plus luxueux du Brésil, avec 130 années d'histoire derrière lui, il est considéré comme un des théâtres-monuments du pays.
C'est le même évêque D. Macedo Costa qui posa la première pierre de l'édifice le 3 mars 1869. Il a été construit selon des lignes architecturales néo-classiques.
Le théâtre souffrit de modifications de sa façade, après la grande réforme de 1904, on retira par exemple une colonne du patio frontal supérieur du théâtre, qui étaient au nombre de sept, ce qui dérangeait les préceptes du goût néo-classique qui demandaient un nombre pair de colonnes frontales. Couvert par la Société artistique internationale qui gérait le théâtre, le gouverneur de l'époque Augusto Montenegro fit démolir la façade qui était un patio couvert et la fit reconstruire en reculant la façade et en retirant une colonne, et dans le vide ainsi créé, auparavant occupé par de petites fenêtres, il fit placer des bustes qui symbolisent les arts : Danse, Poésie, Musique et Tragédie et, au centre, le blason de l'État du Pará, pour renforcer la symbolique républicaine. L'auteur de ce projet fut l'ingénieur du Pernambouc José Tibúrcio Pereira Magalhães. Il se trouva prêt en 1874 mais une enquête fut ouverte et le théâtre ne fut inauguré qu'après son complètement.

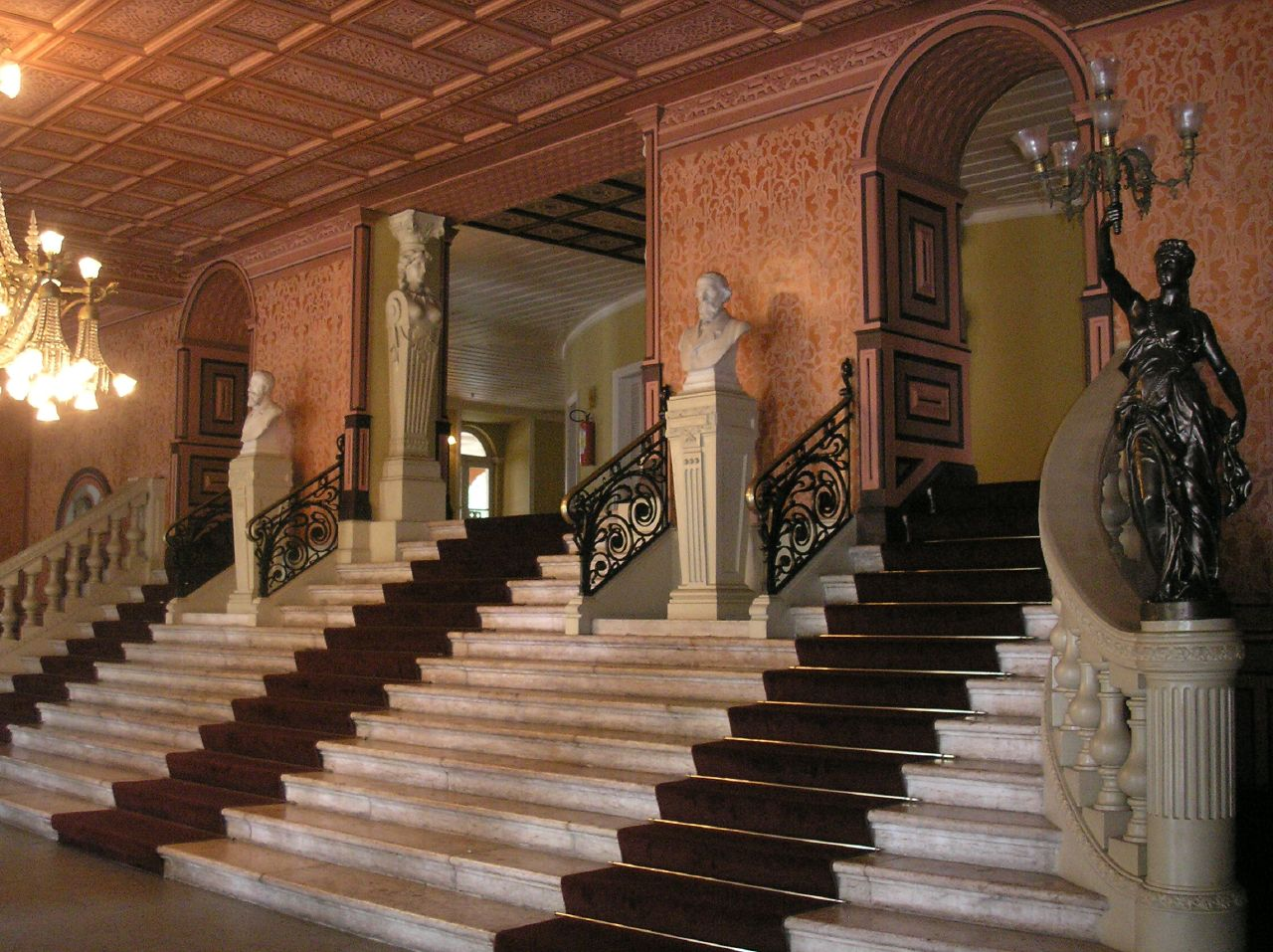
Hall de entrada.

Avec le drame d'Adolphe d'Ennery, As duas órfãs, le 16 février 1878, le théâtre fut ouvert au public, par un orchestre symphonique dirigé par Francisco Libânio Collas. Le spectacle était organisé par la compagnie de Vicente Pontes de Oliveira. Le contrat dura cinq ans, et fit de Pontes de Oliveira le responsable de l'illumination, de la décoration, de la chorégraphie et de tous les accessoires de scène du théâtre

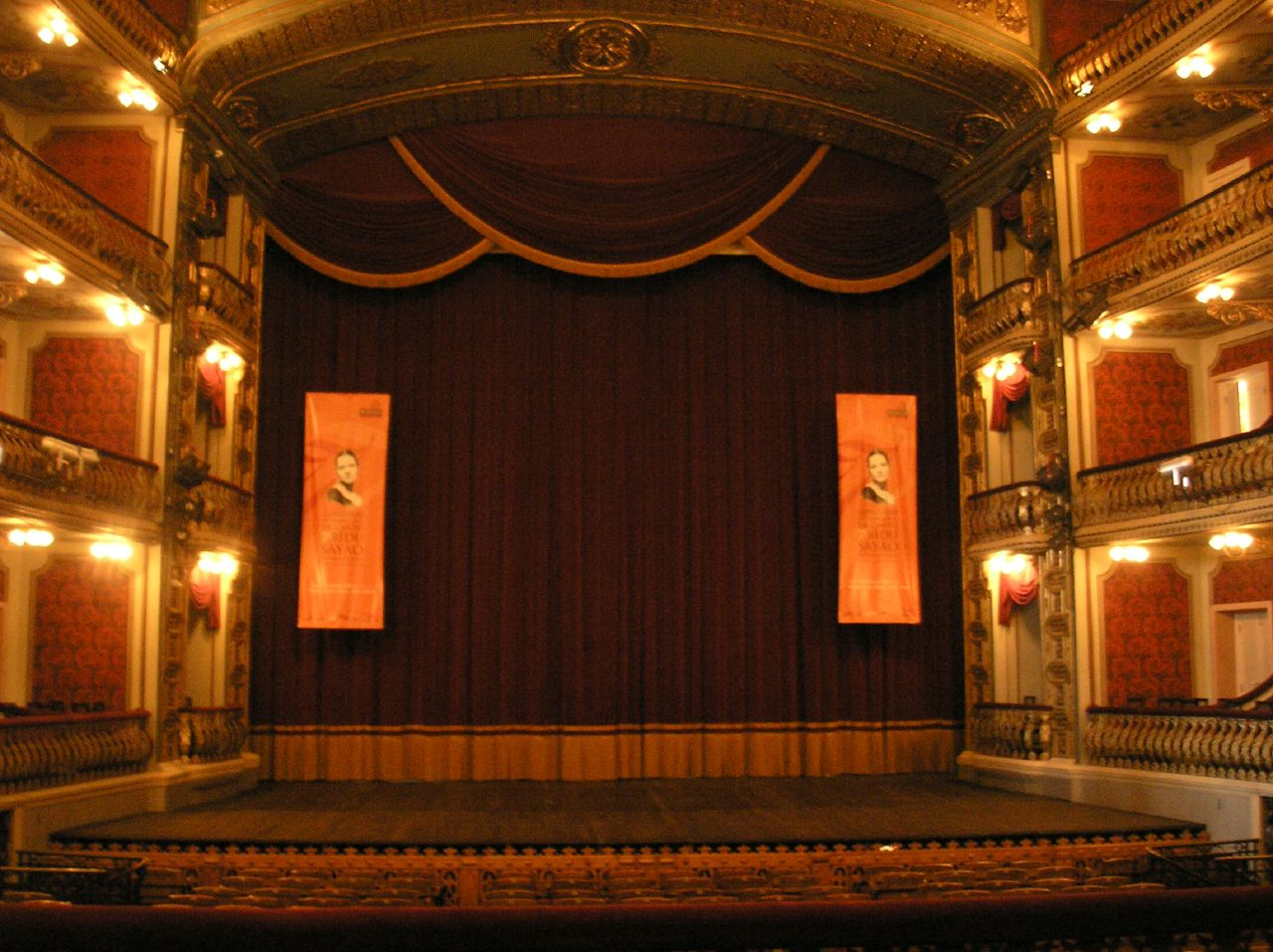
Interior.

Ali Carlos Gomes y mit en scène son opéra fameux O Guarani et la ballerine russe Anna Pavlova vint y danser. Le décorateur principal de ce théâtre a été l'italien Domenico De Angelis qui décora aussi plus tard le Teatro Amazonas à Manaus.
Avec la crise du caoutchouc, arriva le déclin, le théâtre étant le plus souvent fermé avec des travaux d'entretien insuffisants pour en permettre le bon fonctionnement.